# 일런 미첼-스미스

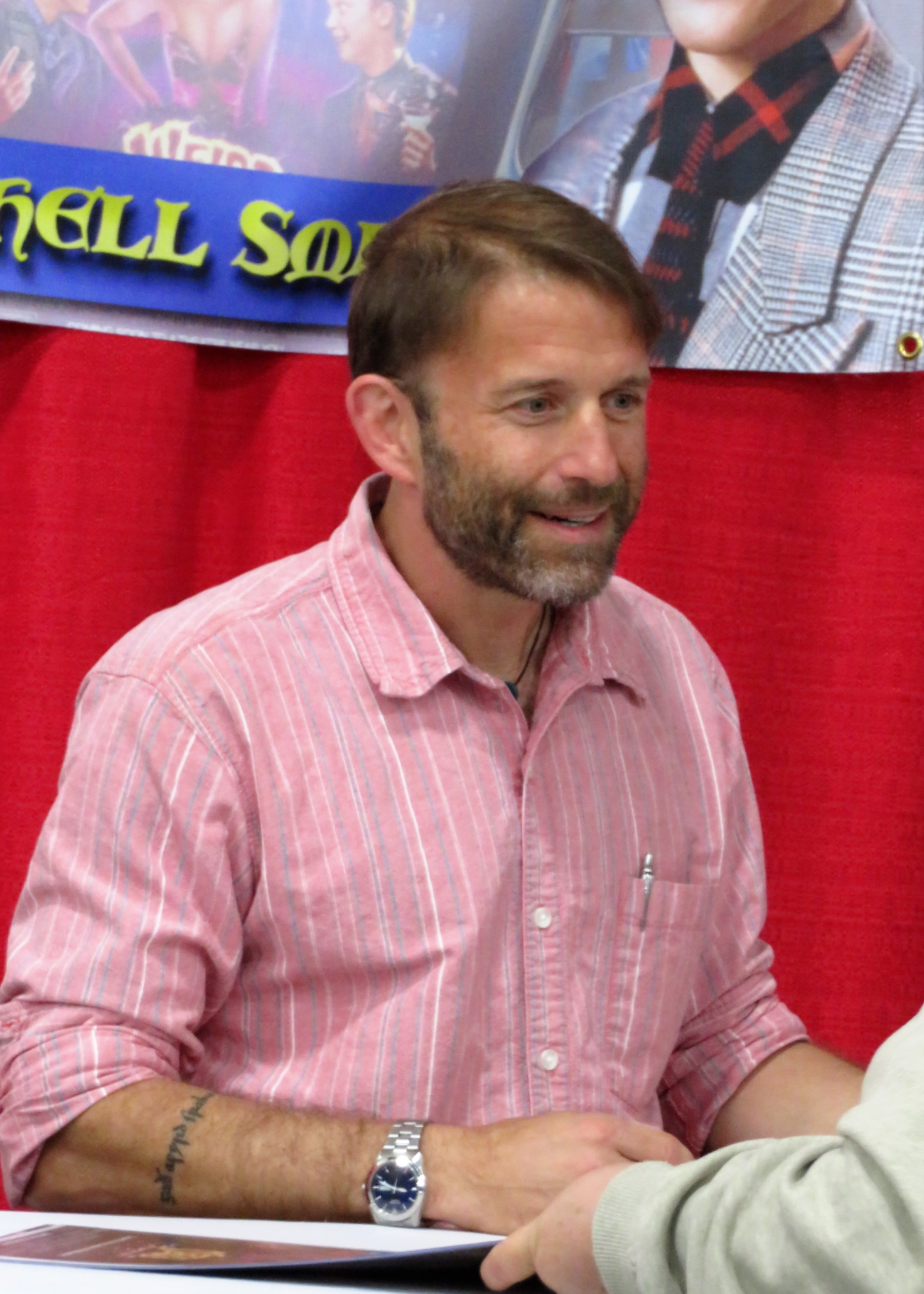

일란 미첼스미스(Ilan Mitchell-Smith, 영어 발음: /ˈilaːn/, 1969년 6월 29일 ~ )는 미국의 배우, 발레 무용수이다.
뉴욕에서 태어났다.

## 출연 작품

### 영화
- 다니엘 (1983, Daniel)
- 와일드 라이프 (1984)
- 초콜릿 전쟁 (1988, The Chocolate War)
- Journey to the Center of the Earth (1989)

### 텔레비전
- 슈퍼보이 (1988, Superboy)